# Margherita Carosio

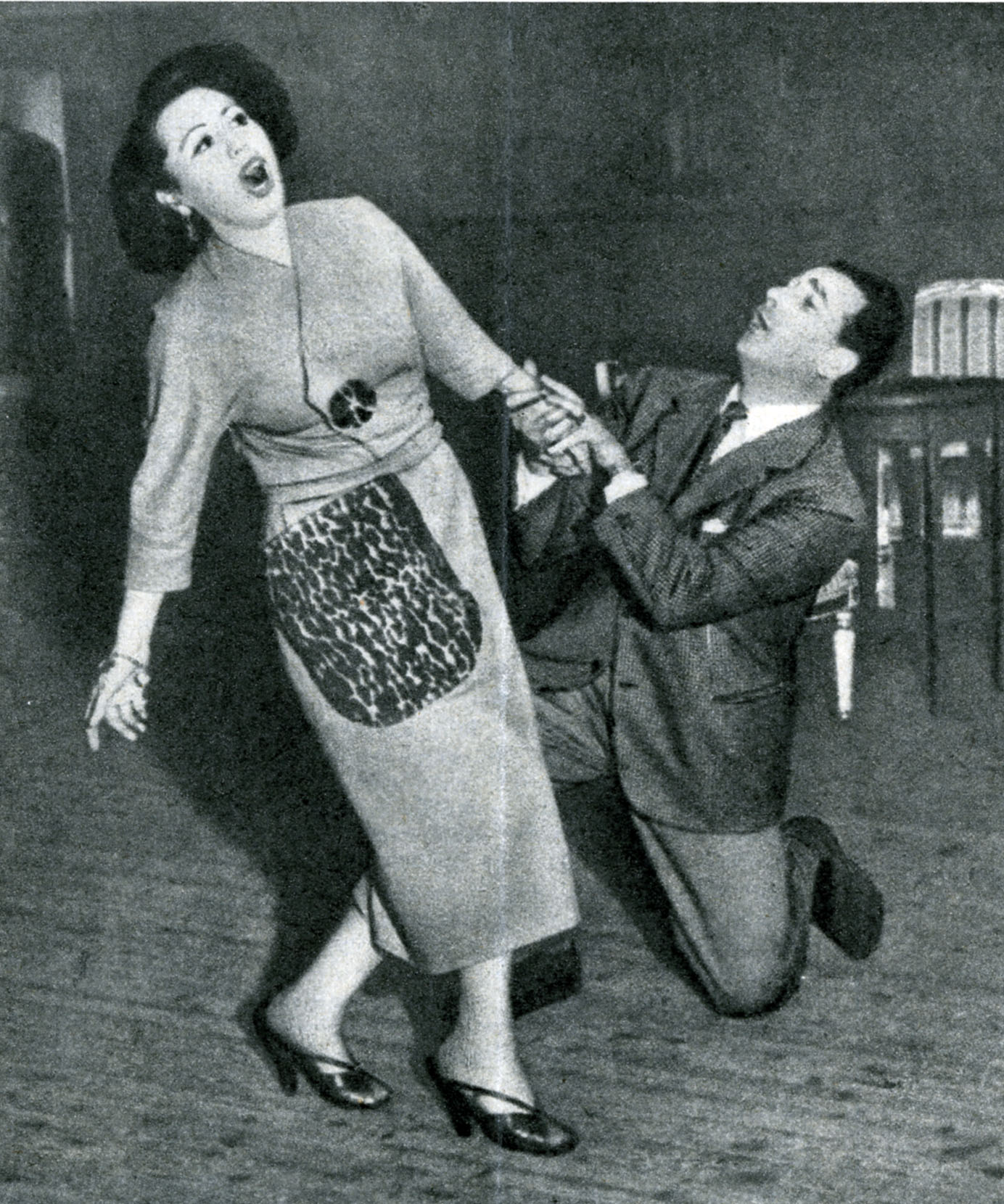
Margherita Carosio (1956) – italienische Opernsängerin

Margherita Carosio (* 8. Juni 1908 in Genua; † 10. Januar 2005 ebenda) war eine italienische Opernsängerin (Sopran).

## Leben
Carosio wurde von ihrem Vater, dem Komponisten Natale Carosio, in Gesang unterrichtet. Im Alter von 14 Jahren trat sie zum ersten Mal in einem Konzertsaal auf. Anschließend stand sie als Lucia di Lammermoor auf der Opernbühne am Stadttheater von Novi Ligure.
Carosio hatte ihre größten Erfolge in den 1930er und 1940er Jahren. Sie war eine der führenden Sopranistinnen Italiens in der Ära vor Maria Callas. Von 1929 bis 1955 war Carosio regelmäßig an der Mailänder Scala anzutreffen. Daneben hatte sie auch Engagements an den Opernhäusern von Antwerpen, Nizza, Monte Carlo, Buenos Aires, am Gran Teatre del Liceu von Barcelona, dem Royal Opera House Covent Garden in London und an den Staatsopern von Wien und Berlin.
Gegen Ende ihrer Karriere wechselte Carosio in den lyrischen Fachbereich und war vor allem als Violetta in Giuseppe Verdis  La traviata erfolgreich. Neben ihren Opernengagements drehte sie auch drei Filme. Nachdem sie in den Ruhestand gegangen war, arbeitete sie weiterhin als Musikjournalistin und Musikkritikerin in Genua. Dort starb sie am 10. Januar 2005.